# کلیماویچی
کلیماویچی (به لاتین: Klimavichy) یک منطقهٔ مسکونی در بلاروس است که در منطقه موگیلف واقع شده‌است. کلیماویچی ۱۷٬۰۶۴ نفر جمعیت دارد.